# Ruangwa (Distrikt)
Ruangwa ist ein Distrikt in der tansanischen Region Lindi mit dem Verwaltungszentrum in der Stadt Ruangwa. Der Distrikt grenzt im Norden an den Distrikt Kilwa, im Osten an den Distrikt Lindi, im Süden an die Region Mtwara und im Westen an den Distrikt Nachingwea.

## Geographie
Ruangwa ist 2516 Quadratkilometer groß und hat 185.573 Einwohner (Volkszählung 2022). Die Region wird im Norden vom Fluss Mbwemburu begrenzt, nach Süden steigt das Land zum Rondo-Gebirge bis zu 800 Meter über dem Meer an. Von Juni bis Oktober weht ein Nordostwind, von November bis Mai ein Südostwind. Dieser Südostwind bringt feuchte Luft, das bedeutet, dass die Regenzeit von Mitte November bis Mai dauert. Es regnet 800 bis 1200 Millimeter im Jahr, im Osten und im Gebirge mehr als im Westen. Das Klima ist tropisch, Aw nach der effektiven Klimaklassifikation.

## Geschichte
Der Distrikt wurde im Jahr 1995 gegründet.

## Verwaltungsgliederung
Der Distrikt ist in 22 Bezirke (Wards) gegliedert:
- Chibula
- Chienjele
- Chinongwe
- Chunyu
- Likunja
- Luchelegwa
- Makanjiro
- Malolo
- Mandarawe
- Mandawa
- Matambarale
- Mbekenyera
- Mbwemkuru (Machang'anja)
- Mnacho
- Nachingwea
- Nambilanje
- Namichiga
- Nandagala
- Nanganga
- Narungombe
- Nkowe
- Ruangwa

| Im Jahr 2002 hatte der Distrikt 124.009 Einwohner. Das entspricht einer jährlichen Wachstumsrate von 0,6 Prozent bis 2012, der niedrigsten Rate der Region. Von 2012 bis 2022 stieg die jährliche Wachstumsrate auf 3,5 Prozent. \| Volkszählung \| Einwohner \| \| ------------ \| --------- \| \| 1988 \| 86.449 \| \| 2002 \| 124.009 \| \| 2012 \| 131.080 \| \| 2022 \| 185.573 \| Im Jahr 2012 lebten zehn Prozent im städtischen Bereich und neunzig Prozent auf dem Land. Von den über Fünfjährigen konnten 58 Prozent Swahili und fünf Prozent Englisch lesen und schreiben, 37 Prozent waren Analphabeten (Stand 2012). | Hier fehlt eine Grafik, die leider im Moment aus technischen Gründen nicht angezeigt werden kann. Wir arbeiten daran! |
| Volkszählung | Einwohner |
| 1988 | 86.449 |
| 2002 | 124.009 |
| 2012 | 131.080 |
| 2022 | 185.573 |

- Bildung: Im Distrikt gibt es in 83 der 90 Dörfern eine Grundschulen und in 15 eine weiterführende Schule (Stand 2018).[6][8][9]
- Gesundheit: Für die medizinische Versorgung der Bevölkerung stehen ein Krankenhaus, vier Gesundheitszentren und 34 Apotheken zur Verfügung.[10] Beinahe die Hälfte der behandelten Krankheiten sind Malariafälle (Stand 2016).[11]
- Wasser: 45 Prozent der Bevölkerung hat Zugang zu sicherem und sauberem Wasser, ein Drittel hat die Wasserquelle innerhalb von 400 Metern.[12]

| Der Großteil der Bevölkerung arbeitet in der Landwirtschaft, drei Prozent im Haushalt und je fünf Prozent sind in anderen Wirtschaftszweigen selbständig oder angestellt. - Landwirtschaft: Für den Eigenbedarf werden überwiegend Mais, Maniok, Hirse, Reis, Erbsen und Augenbohnen angebaut, für den Verkauf bestimmt sind Cashewnüsse, Sesam, Zwiebel, Tomaten und Erdnüsse (Stand 2016). Mehr als neunzig Prozent der Haushalte auf dem Land besitzen Nutztiere. Hauptsächlich gehalten werden Hühner und Rinder (Stand 2012). - Bodenschätze: In Ruangwa lagern 500 Millionen Tonnen Graphitkohle. In Nandagala werden farbwechselnde Granate gefunden. | Hier fehlt eine Grafik, die leider im Moment aus technischen Gründen nicht angezeigt werden kann. Wir arbeiten daran! |

- Straßen: Im Distrikt gibt es 200 Kilometer Regionalstraßen, 300 Kilometer Distriktstraßen und 180 Kilometer Dorfstraßen. Die Regionalstraßen sind fast durchgehend auch in der Regenzeit passierbar, die Distriktstraßen etwa zu achtzig Prozent.[3]